# Karel Löw
Karel Löw (také psán jako Karl Löw či Carl Löw, 28. května 1849 Zábrdovice – 19. dubna 1930 Jihlava) byl textilní podnikatel působící na území bývalého Rakousko-Uherska.

## Rodina Karla Löwa
Karel L. byl jeden ze sedmi dětí textilního podnikatele Adolfa Löwa (1824-1883) a Veroniky roz. Schön. Löwové byli původem Židé, ale Karlův otec konvertoval v roce 1848 ke katolické víře, u které zůstali i jeho potomci. S první manželkou Franziskou Annou roz. Schmal (1854-1907) měl Karel 9 dětí, manželství s Almou roz. Bürger (1876-1945) bylo bezdětné. Alma L., původně vychovatelka Löwových dětí, se stala Karlovou společnicí v podnikání. Jako aktivní členka nacistické NSDAP byla v roce 1945 zařazena v Jihlavě do „divokého“ odsunu Němců, který pravděpodobně nepřežila.
Nejstarší syn Karel byl několik let zaměstnán v otcově podniku, později však odešel do Rakouska. Jeho bratr spáchal sebevraždu a dva další syny Karel L. jmenovitě vyloučil jako dědice majetku, který odkázal pouze dcerám.
Karel L. bydlel i s rodinou v Jihlavě-Heleníně, kde nechal v blízkosti své továrny ve 20. letech 20. století postavit reprezentativní vilu.

## Podnikatelská a profesní činnost

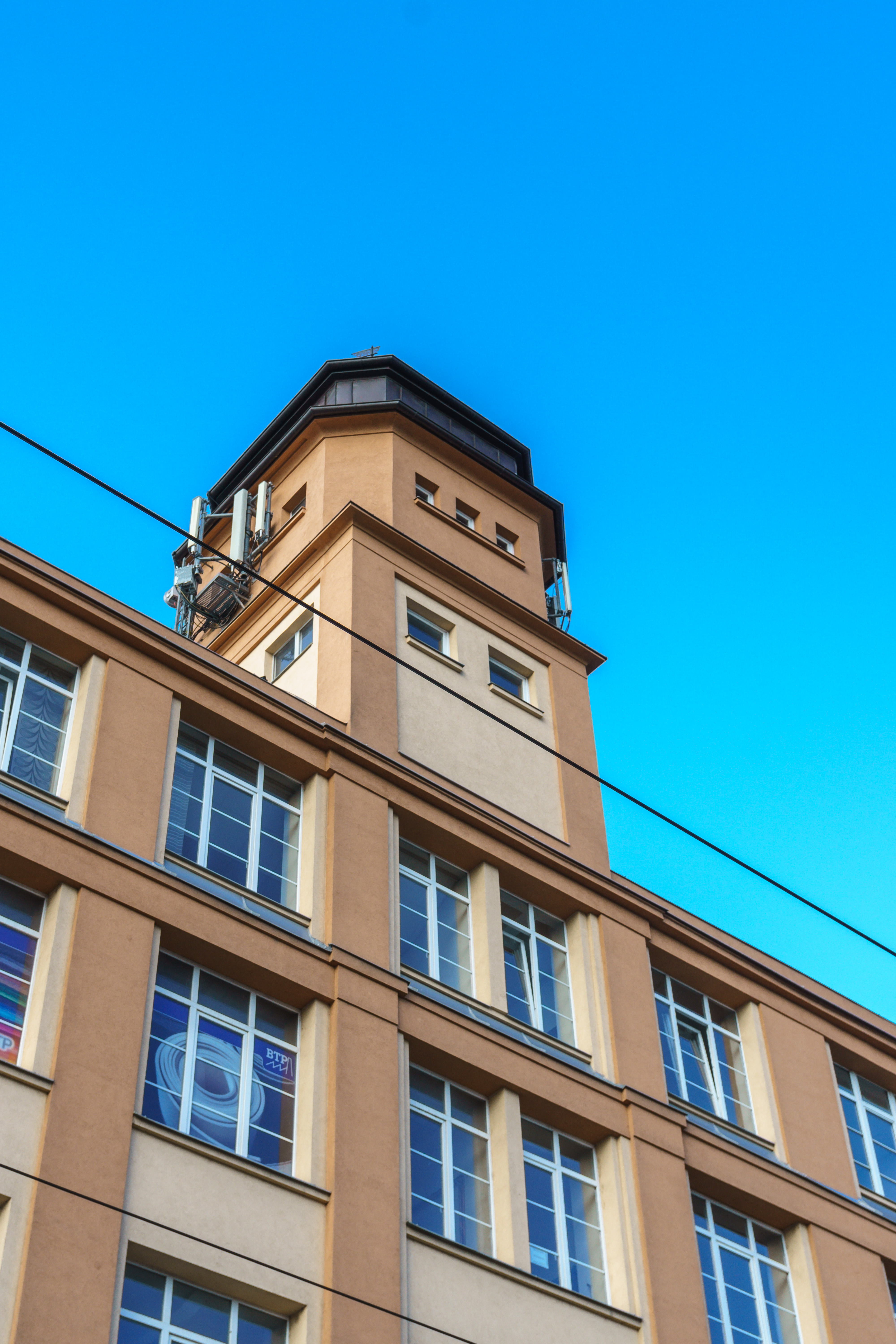
Budova na místě bývalé plsťárny na Zábrdovické ulici č. 2-4 v Brně (2017)

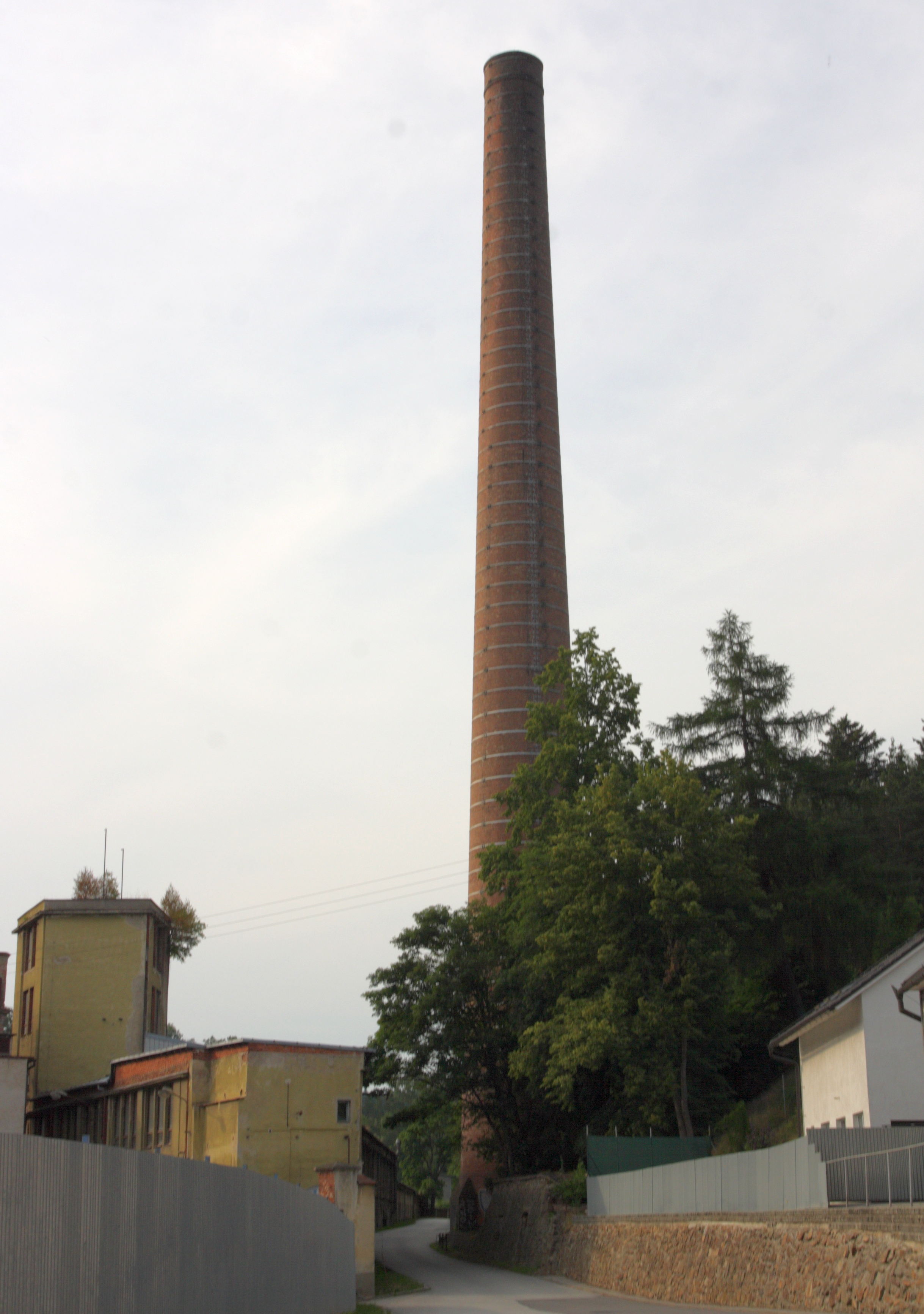
Tovární komín v závodě Malý Beranov (2015)

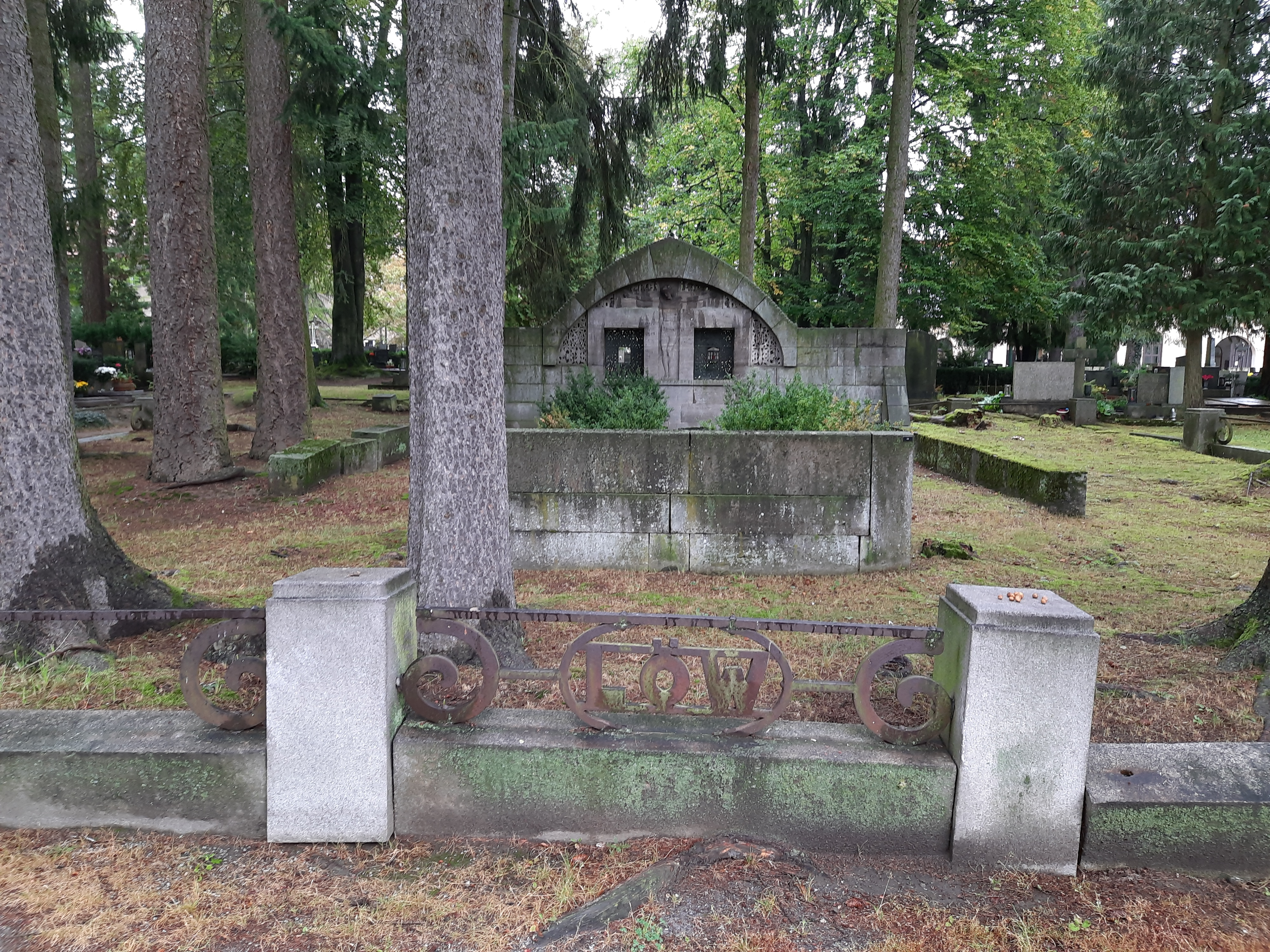
Hrobka rodiny Löwových na jihlavském hřbitově (2020)

Karel L. absolvoval od roku 1867 praktikum v tehdy moderních západoevropských textilních podnicích, v roce 1869 nastoupil do otcova podniku, v roce 1873 se stal jeho společníkem ve firmě s novým názvem Adolf Löw und Sohn a od roku 1883 byl jediným majitelem továren v Brně, v Heleníně a v Malém Beranově.
- Karlův otec Adolf L. koupil v roce 1860 soukenickou továrnu „Goskův mlýn“ v Heleníně a v roce 1870 bývalou přádelnu v Malém Beranově. Za aktivní účasti Karla oba závody modernizoval a propojil koňskou dráhou. V 70. letech vyráběla firma mykané příze (z „umělé vlny“), disponovala 1400 ručními a 300 mechanickými tkalcovskými stavy, barevnou a úpravnou a zaměstnávala až 2000 lidí. S roční výrobou asi 900 000 m² tkanin a 100 000 kusů přikrývek patřila k největším vlnařským podnikům Rakousko-Uherska. Löwové úspěšně exportovali jemné („anglické“) tkaniny na Balkán, do Austrálie a Jižní Ameriky, nejvyšší zisk však přinášelo vojenské sukno a přikrývky (až 32 % celkové spotřeby rakousko-uherské armády).[5]

Po rozpadu Rakouska-Uherska chyběl patřičný trh, výroba v Löwově podniku prudce poklesla, v roce 1920 byla částečně zastavena, v roce 1922 se změnil status firmy na akciovou společnost pod názvem Západomoravské továrny na sukna a pokrývky a. s. V letech 1924-1927 byla výroba úplně zastavena a teprve v roce 1928 obnovena, avšak jen s 200 dělníky. Od roku 1932 byl v provozu jen závod v Malém Beranově. Po roce 1945 patřily Löwovy závody dočasně k tehdejšímu národnímu podniku Modeta. v 21. století je v jejich prostorách umístěna umělecko-průmyslová škola.

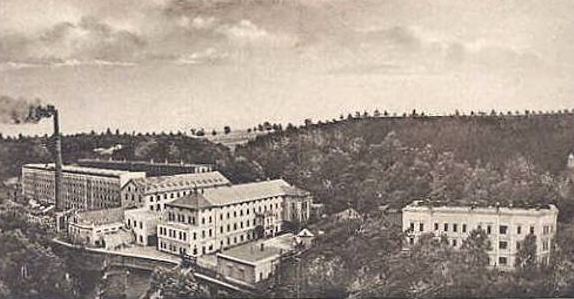
Továrna a bytové domy pro zaměstnance v Heleníně (1918)

- Nejstarší rodinná továrna založená Karlovým otcem v Brně (Cejl č. 76-80) v roce 1850[7] přešla v roce 1895 do vlastnictví firmy Himmelreich & Zwicker (přes 1000 zaměstnanců, známá zejména výrobou příze z mykané vlny). Textilní výroba tam byla v provozu do roku 1940.[8]

V roce 1890 založil Karel L. se dvěma rakouskými partnery akciovou společnost Österreichische Filzfabriken in Brünn. Výrobu umístili v nové budově nedaleko od jeho dřívějšího brněnského závodu v dnešní Zábrdovické ulici č. 2-4. Plsťárna zaměstnávala v roce 1891 asi 840 lidí a byla mezi 50 vlnařskými podniky (s celkovými cca 10 tisíci zaměstnanci) největší v Brně.
V roce 1900 se plsťárna stala majetkem německé Vereinigte Filzfabriken A.G., vedení všech Löwových továren bylo přemístěno z Brna do Helenína.
Plsťárna byla po konfiskaci československým státem v roce 1945 začleněna do tehdejšího národního podniku Mitop, v 21. století provozuje výrobu jako nájemník Brněnská továrna plsti s.r.o.
- O ostatních podnikatelských aktivitách je známo:

V roce 1890 založil Karel L. v Žilině textilní továrnu pod názvem Uhorská továreň na vlnený tovar, vojenské súkno a prikrývky Karol Löw v Žiline. 800 zaměstnanců vyrábělo na 24 selfaktorech, 210 mechanických stavech a 40 speciálních stavech na plyše ročně cca 600 000 metrů tkanin (vojenské sukno, loden, plyš, přikrývky a koberce). V roce 1897 se stala z podniku akciová společnost, o poměru Karla L. k nové firmě není nice známo.
Roku 1912 koupil Karl Löw v Krahulčí tkalcovnu na výrobu vojenského sukna. Závod byl v provozu do roku 1926.
Koncem 19. století byl spoluvlastníkem textilní firmy Schwarz, Birn und Löw v Lodži. O podrobnostech této investice nebylo dosud nic publikováno.
V obci Henčov koupil koncem 19. století velkostatek se 400 ha půdy (50 dělníků a 12 deputátníků).
- V roce 1945 byl veškerý majetek rodiny Löwových zabaven československým státem.[14]

## Veřejná a charitativní činnost
Kvalifikace Karla L. v oboru vlnařské výroby byla vysoce ceněna. Jako poradce působil při různých projektech rakousko-uherské vlády. V 80. letech 19. století byl např. vyslán do Anglie, vypracoval expertizu o industrializaci v Bosně-Hercegovině, zřídil faktorství pro ruční tkalce v Dačicích aj.
Karel L. nechal v Heleníně postavit 21 bytových domů a obecnou školu, firemní elektrárna (1918) zásobovala elektřinou značnou část Jihlavy, v roce 1919 nechal postavit silnici z Helenína k jihlavskému nádraží.
Zastával řadu funkcí v podnikatelských i veřejných organizacích. Byl nositelem rakousko-uherského řádu Železné koruny a rytířského kříže řádu Františka Josefa.